# هشجین
هشجین از شهرهای استان اردبیل ایران است.
شهر هشجین مرکز بخش خورش‌رستم شهرستان خلخال واقع در استان اردبیل در شمال غرب ایران است. مردم شهر هشتجین پایبند برخی سنت های قدیمی هستند این شهر دارای اراضی کشاورزی و باغات متعددی است .

## جغرافیا
بخش خورش رستم از شمال با خلخال و گیوی از جنوب با استان زنجان از شرق با بخش شاهرود و از غرب با شهرستان میانه همسایه‌است. رود مشهور قزل اوزن در جنوب این بخش جاری است که استان اردبیل را از استان‌های همجوار آذربایجان شرقی و زنجان جدا می‌سازد.
برابر مدارک موجود در سال ۱۳۳۴ شمسی برای اولین بار محلات و معابر هشجین تعداد ۱۴ خیابان و کوچه و محله نامگذاری گردید.

### وجه تسمیه
پسوند جین به معنی دندانه‌دار و به شش تا یا شش عدد جین گویند. دوجین یعنی دوازه‌تایی. امگین و گان از اسامی پارتی است و به معنی مکان و جا و سرزمین اطلاق می‌گردد که به مرور به جین و جان تبدیل شده‌است.
این شهر بیش از ۶۰۰۰ سال قدمت دارد.
این شهر تپه‌ای دارد که زیر آن شهرکی کوچک و بسیار قدیمی است.
تلفظ صحیح نام شهر در زبان ساکنین محل به صورت هشئین بوده و قدیمی‌ترین متنی که در این خصوص وجود دارد مربوط به کتیبه‌های بازمانده از زمان آشور می‌باشد.
بر این اساس سارگون پادشاه آشور به هنگام لشکرکشی به سرزمین اورارتو متوجه انبار آذوقه به نام پانزیشن گردیده و برای تصرف آن لشکر خود را به سوی مرزهای جنوبی اورارتو حرکت می‌دهد.

## مردم

### زبان
مردم ساکن هشجین به زبان  ترکی آذربایجانی تکلم دارند.

### مذهب
مردم هشجین مسلمان و پیرو مذاهب شیعهٔ دوازده‌امامی و اهل سنت می‌باشند. 

### جمعیت
جمعیت شهر هشجین در سال ۱۳۸۳، نزدیک به ۶٬۰۰۰ نفر برآورد شده‌است. این شهر از سال ۱۳۲۰ مرکز بخش بوده‌است.

### آداب و رسوم
زبان، پوشش و باورهای مردم هشجین همانند دیگر مناطق آذربایجان می‌باشد. مناسبت‌های گوناگونی در آن برگزار می‌گردد که به شرح زیر می‌باشد:
- عید نوروز
- نورروزنامه خوانی

آئین‌ها وسنت‌های قدیمی هر سرزمین و دیاری یادگاری‌هایی گران‌سنگ از گذشته‌های دور مردم آن سرزمین هستند سنت‌ها ورسمهایی که سینه به سینه از دوردستهای تاریخ به امروز رسیده‌اند نوروز و نوروزنامه‌خوانی یکی از ماندگارترین این سنت‌ها است که مانند هزاران سال پیش همچنان در زندگی ایرانیان بخصوص مردم آذربایجان متبلور است مردم روستاهای شهر هشجین به ویژه روستای نمهیل نیز به رسم سنتی دیرینه همه ساله با فرارسیدن اول اسفند ماه مراسم سنتی نوروز نامه‌خوانی را درکوچه‌های این روستا اجرا می‌کنند در این مراسم بچه‌های روستا در شب‌های اول ماه نوروز به درب منازل رفته و با خواندن نوورزنامه‌خوانی و شادباش فرارسیدن ماه نوروز از صاحب خانه هدیه می‌گیرند.

## اماکن دیدنی
- قله آق داغ با ارتفاع ۳٬۳۰۳ متر به عنوان دومین کوه بلند استان اردبیل با رشته ۳۰ کیلومتری و دامنه‌های ییلاقی آن و چشمه گواری تکه بولاغی
- بقعه متبرکه شیخ محمد قریشی .
- پل معلق پیرتقی در ۱۰ کیلومتری شهر هشتجین و در مسیر جاده اردبیل-سرچم
- جنگل‌های روستاهای آق سو، چنارلیق، کیوی زاویه،
  - سید احمد معراجی در اسبو و آرامگاه شیخ کشف‌الدین در روستای دایوکندی.
- ییلاق‌های کلکی، سویودلی، پنبه لکه و قنشرسوکن برندق
- حاشیه رود قزل اوزن که راه اصلی اردبیل به آزاد راه زنجان میانه در ناحیه سرچم متصل می‌گردد از حاشیه این رود عبور می‌نماید.
- باغات روستای نمهیل، برندق، گهراز.
- روستای (ماسوله‌ای شکل) کزج که جزو روستاهای هدف گردشگری استان بوده و جزو ۱۰ روستای دارای بافت باارزش معماری در ایران است.
- چشمه‌های آب گرم (ایستی سو).
- حاشیه قزل اوزن به طول ۹۰ کیلومتر از منطقه خورش رستم می‌گذرد و مکانی برای ماهیگیری، قایق‌سواری، کشاورزی است.
- آرامگاه آقا میر جعفر در روستای سادات گهراز

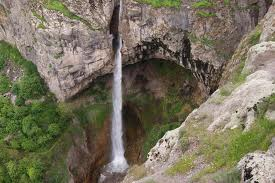
آبشار دیز
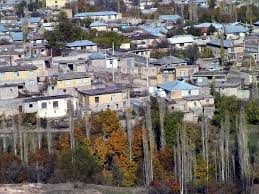
نمای زیبای شهر هشجین
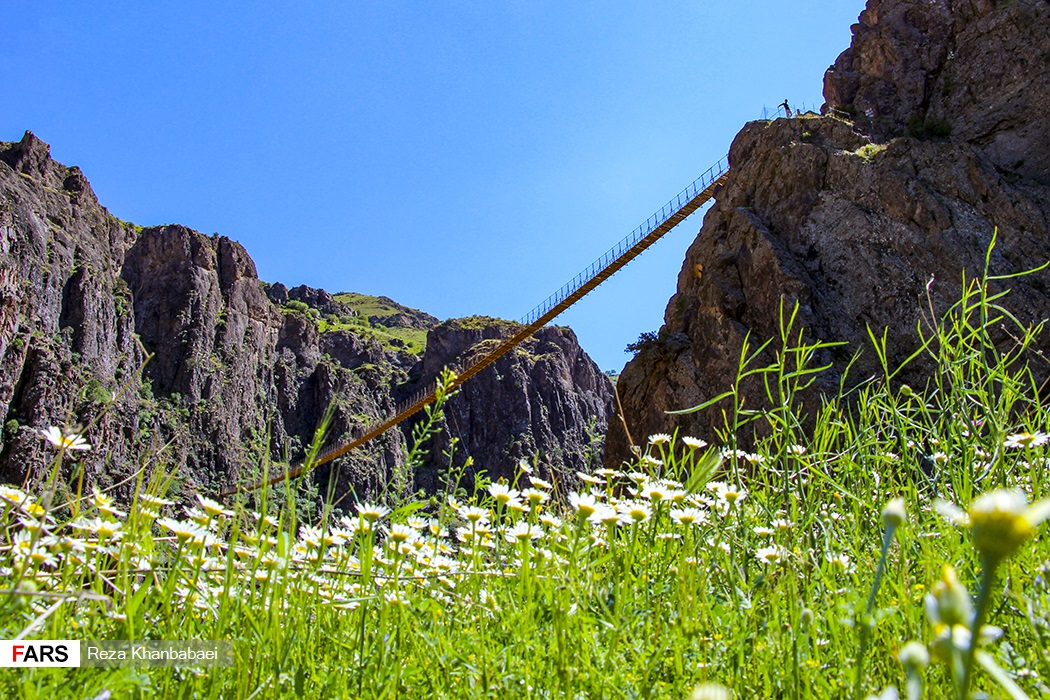
پل معلق پیرتقی